# Andrzej Dziedziul
Andrzej Dziedziul (ur. 31 sierpnia 1939 w Wilnie, zm. 4 maja 1988 w Sztokholmie) – polski aktor-lalkarz i reżyser. 

Na zdjęciu: Andrzej Dziedziul. Z realizacji: Dramat układasz, 16 czerwca 1971– Wrocławski Teatr Lalek (Wrocław). Fot. Mozer Zdzisław

Na zdjęciu: Andrzej Dziedziul. Z realizacji: Dramat układasz, 16 czerwca 1971 – Wrocławski Teatr Lalek (Wrocław). Fot. Mozer Zdzisław

## Życiorys
Od 1958 pracował z Teatrem Polskim we Wrocławiu. W 1957 związał się z Teatrem Aktora i Lalki „Marcinek” z Poznania, gdzie uzyskał kwalifikacje aktora-lalkarza. Jego związek z tym teatrem zaczął się 26 grudnia 1957. Wystąpił tam trzy razy z rzędu w Pastorałce Leona Schillera. Raz jako Chłop, drugi jako Melchior, a trzeci jako Turoń. W 1958 wybrał się w podróż po Polsce (jako aktor-lalkarz) z Objazdowym Teatrem Lalki „Tęcza” ze Słupska. W tym czasie występował również w Opolskim Teatrze Lalki i Aktora im. Alojzego Smolki.
Na przełomie lat 60. i 70. XX w. prowadził zajęcia ze studentami na Wydziale Lalkarskim we Wrocławiu (Wydział Teatru Lalek we Wrocławiu). Od 1965 pracował jako reżyser. Swoje spektakle prezentował na założonej przez siebie Małej Scenie wrocławskiego teatru. Odtworzył wielkie dzieła literatury światowej, którym nadał wymiar zrozumiały dla współczesnego widza, przedstawionych jednak tak jak w oryginale: połączył grę aktora ludzkiego z grą lalki, wykorzystał wiele niespotykanych lalek i przedmiotów oraz zadbał o scenografię.  
W 1976 przy Jeleniogórskim Towarzystwie Społeczno-Kulturalnym założył Scenę Lalkową, (późniejszy Teatr Animacji), której był dyrektorem i głównym reżyserem. Wyreżyserował 10 ze wszystkich 14 spektakli Sceny Lalkowej. Siedzibą było dwupokojowe mieszkanie przy ul. Drzymały. Spektakle wystawiano w cieplickiej Gencjanie.  
Po Andrzeju Dziedziulu dyrektorem został Janusz Ryl-Krystianowski. 
Andrzej Dziedziul przed wybuchem stanu wojennego wyjechał do Szwecji, gdzie założył scenę lalkową. Swoją działalność teatralną kontynuował aż do śmierci. W Szwecji pracował między innymi z Vojo Stankovskim i teatrem Tottem w Uppsali (do 1984) oraz teatrem Retablo, który założył w Sztokholmie w 1984. Nie wrócił już do Polski.  Zmarł 4 maja 1988.

## Przykłady twórczości
Wrocław:
- „Skarby króla Dropsa” (1966)
- „Wielki Książę” (1967)
- „Stan losów Fausta” (1968)
- „Kto zabił Don Kichota” (1969)
- „Dramat układasz”[1] (1971)

Poznań:
„Pan Andersen przedstawia Królową Śniegu”
Jelenia Góra:
- „Kto się boi królowej śniegu”[9] (1976, pierwszy spektakl wystawiony przez Scenę Lalkową)

- „Ach losie okrutny”[10] (1977)

## Nagrody[2]
| 1964 Opole – II Festiwal Teatrów Lalek – nagroda za rolę Odrowąża w przedstawieniu „Lodoiska” W. Bogusławskiego w reżyserii Andrzeja Rettingera w Państwowym Teatrze Lalek "Chochlik" we Wrocławiu                                                  |
| 1966 Warszawa – Warszawski Konkurs na indywidualne występy z lalką – I nagroda za „Apologię Orfeusza” L. Kołakowskiego |
| 1967 Wrocław – II WROSTJA – Nagroda Prezydium Wojewódzkiej Rady Narodowej, nagroda Prezydium Dzielnicowej RN Wrocław-Stare Miasto, puchar Tow. Miłośników Wrocławia oraz nagroda dziennikarzy za program „Wielki książę” wg „Hamleta” Shakespeare'a |

## Upamiętnienie
W parku zdrojowym w Cieplicach Śląskich-Zdroju (część Jeleniej Góry) znajduje się Alejka Andrzeja Dziedziula. Położona jest na północ od lewej strony Zdrojowego Teatru Animacji.